# Haliclona nitens
Espèce
Haliclona nitens est une espèce d'éponges de la famille des Chalinidae.

## Distribution
L'espèce est décrite des côtes de l'île de Pâques, dans l'Océan Pacifique.

## Taxinomie
L'espèce Haliclona nitens est décrite en 1990 par Ruth Desqueyroux-Faúndez.